# Cima d’Ambiéz
Die Cima d’Ambiéz ist ein 3102 Meter hoher Berg im südlichen Bereich der Brentagruppe, einem Gebirge in den südlichen Kalkalpen in der italienischen Provinz Trient. Er ist wegen seiner eindrucksvollen etwa 350 Meter hohen, sehr steilen Ostwand und seiner leichten Erreichbarkeit ein in erster Linie für Kletterer beliebtes Ziel. Nach Norden und Süden sendet der Berg ausgeprägte Grate. Zuerst bestiegen wurde die Cima d’Ambiéz am 5. September 1880 von den englischen Alpinisten George Gaskell und Maurice Holzmann des Alpine Club geführt von R. Kaufmann von Nordwesten aus.

## Umgebung
Der Berg bildet zusammen mit der 3173 m hohen Cima Tosa und dem Crozzon di Brenta (3135 m) ein zusammenhängendes Bergmassiv, das nach Westen hin sehr dominant wirkt. Westlich unterhalb der Cima d’Ambiez erstreckt sich der Gletscher Vedretta Val d’Agola bis auf eine Höhe von 3000 Metern, östlich liegt die kleinere Vedretta d’Ambiéz, die über die Firnrinne Bocca d’Ambiéz, gleichzeitig ein Wegübergang, mit der westlich der Cima Tosa liegenden Vedretta dei Camosci verbunden ist. Benachbarte Berge sind im Norden die Cima Tosa und der Crozzon die Brenta, im Osten liegt die Punta dell’Ideale mit einer Höhe von 2950 m. Nach Westen fällt das Gebiet in das Val Nardis und nach Nordwesten ins Val d’Agola ab. Nächstgelegene Ortschaften sind im Nordwesten das etwa 8 Kilometer Luftlinie entfernte Madonna di Campiglio im Campigliotal, das 7,5 km östlich gelegene Molveno und das knapp 9 km südlich gelegene San Lorenzo in Banale.

## Stützpunkte und Routen
Der Weg von George Gaskell und seinen Gefährten im Jahr 1880 führte von Pinzolo im Nordwesten durch das Val d’Agola und über den Gletscher Vedretta d’Agola hinauf zur Bocca dei Camosci auf 2784 Metern Höhe. Von dort aus stiegen sie durch die Firnrinne, die den Ambiéz von Westen nach Süden von den Denti d’Ambiez (Ambiezzähne) trennt, und erreichten den Gipfel über die Südwestseite. Sie brauchten für die Tour knapp 6½ Stunden.
Da die Cima d’Ambiéz aus festem, gut griffigem und gestuftem Fels besteht, führt eine Vielzahl von Routen zum Gipfel. Der in der Literatur angegebene Normalweg, also der leichteste Anstieg, nimmt seinen Ausgangspunkt am Rifugio Agostini auf 2410 Metern Höhe im Süden des Bergs. Er verläuft über eines der für die Brenta charakteristischen Felsbänder an der Südostwand und dann über den Südgrat in leichter Kletterei im Schwierigkeitsgrad UIAA II in zwei Stunden zum Gipfel. Weitere Stützpunkte im ausgedehnten Gebiet der Cima Tosa sind im Osten das Rifugio Tosa und Pedrotti (2491 m), im Nordosten das Rifugio Brentei (2182 m) und im Westen das Rifugio XII Apostoli (2489 m), die durch ein Netz von Klettersteigen verknüpft sind.
1909 wurde die erste ernste Führe durch die Ostwand geklettert, die Haupt-Lömpel-Route (benannt nach ihren Erstbegehern Gabriel Haupt und Karl Lömpel) im heutigen UIAA-Grad IV-. 1939 eröffneten Pino Fox und Marino Stenico eine Route durch die Südostwand im UIAA-Grad V+, 1941 kam die Aste-Salice-Route im UIAA-Grad VI- dazu. Noch bis in die 1980er Jahre entstanden immer neue Genussklettereien im Fels der Cima d’Ambiez.

## Karte und Literatur
- Karl Schulz: Die Brenta Gruppe. In: Deutscher und Oesterreichischer Alpenverein (Hrsg.): Die Erschliessung der Ostalpen: III. Band Die Centralalpen östlich vom Brenner und die südlichen Kalkalpen. Bearbeitet von Eduard Richter. Verlag des Deutschen und Oesterreichischen Alpenvereins, Berlin 1894, S. 296–349 (Digitalisat).
- Gino Buscaini, Ettore Castiglioni: Dolomiti di Brenta. Guida dei Monti d’Italia. Club Alpino Italiano/Touring Club Italiano, Mailand 1977, S. 93–103.
- Heinz Steinkötter: Alpenvereinsführer Brentagruppe, Rother, München 1988, ISBN 3-7633-1311-7.
- Alpenvereinskarte 1:25.000, Blatt 51, Brentagruppe